# Milčice
Milčice település Csehországban, a Nymburki járásban. Milčice Třebestovice, Sadská, Pečky, Poříčany, Kostelní Lhota, Tatce és Hořany településekkel határos. Lakosainak száma 292 fő (2024. január 1.).

## Népesség
A település lakosságának változását az alábbi diagram mutatja:
| Lakosok száma | 369  | 381  | 372  | 311  | 351  | 312  | 308  | 321  | 307  | 292  |
|               | 1869 | 1890 | 1921 | 1950 | 1980 | 2001 | 2017 | 2019 | 2022 | 2024 |